# 559

## Esdeveniments
- Els huns i els búlgars ataquen novament l'Imperi Romà d'Orient però no aconsegueixen conquerir-la.[1]
- Vol d'un home amb un estel a la Xina.[2]
- Conversió dels sueus al catolicisme.[3]